# Roderich von Bistram

Kurländische Familienwappen derer von Bistram

Roderich Eugen Gotthard von Bistram (* 27. Juni 1886 in Grenztal bei Bauske; † 23. März 1968 in Neumünster) war ein baltischer Freiherr, litauischer Landespolitiker, Kreisadelsmarschall, Autor und baltischer Nationalist.

## Leben
Roderich v. B. lebte auf dem Rittergut Roth-Pomusch bei Bauske, welches am Fluss Musch lag und zum vormaligen Familiensitz des Adelsgeschlechts von der Ropp gehörte. Später übersiedelte er nach Lepel und wurde für den Kreis Lepel Landhauptmann im Gouvernement Witebsk, danach lebte er im Kreis Poniewiez (Litauen) und dann in Kowno, dort wurde er stellvertretender Kreisadelsmarschall im Gouvernement Kowno. Nach dem Ersten Weltkrieg übersiedelte er nach Berlin und war Mitbegründer der „Organisation X“, einer Geheimorganisation, aus der 1920 die „Baltische Bruderschaft“ und 1952 der Brüderliche Kreis hervorging.

## Schriftsteller
- In den Jahren 1926 bis 1934 war er Mitarbeiter bei der illustrierten Zeitschrift „Widerstand. Zeitschrift für nationalrevolutionäre Politik“ in Berlin.
- Im Deutschen Adelsblatt veröffentlichte er nachstehende Aufsätze: Die Liquidation der Renaissance; Die Revolutionen in Ost- und Mitteleuropa [Russland 1917, Deutschland 1918 und 1933]; Revolution und Romantik [Johann Gottfried Herder]; Revolution und Romantik [Tschechischer Nationalismus, Panslawismus][2].

### Publikationen
- Der deutsche Arbeitsdienst. In: Europäische Revue 10 (1934)
- Ausbau der arktischen Sowjet-Etappe. Schiffahrt und Flugwesen in der Sibirischen Arktis. In: Osteuropa Vol. 12, No. 1 (Oktober 1936), pp. 12–35 Publishedby: Berliner Wissenschafts-Verlag
- Nördlicher Seeweg und Arktisfliegerei. Der neue Fünfjahrplan sowjetischer Arktiserschließung, In: Osteuropa, Vol. 14, No. 11/12 (August/Sept. 1939), pp. 735–746, Published by: Berliner Wissenschafts-Verlag
- Das Massenaufgebot Sowjet-Russlands gegen Europa, In: Beitraege zur auslandskundlichen und aussenpolitischen Schulung der Kameradschaften des NSDStB, Band 1 von Wehrpolitischer Spiegel, Verlag Institut fuer Politische Auslandskunde, 1943
- Italienischer und Deutscher Faschismus, In: Faschismus als Bewegung und Regime: Italien und Deutschland im Vergleich, Neue Bibliothek der Sozialwissenschaften, Autoren Maurizio Bach, Stefan Breuer, Ausgabe illustriert, Verlag Springer-Verlag, 2010, ISBN 3531920308, 9783531920306, Seite 199–201
- Der Weg zur Freiheit (Bistram, R. von. - München-Pasing : Ostenbewegung), In: Katalog der Deutschen Nationalbibliothek

## Herkunft und Familie
Roderich von Bistram stammte aus dem kurländischen Zweig der baltischen Adelsfamilie Bistram, Haus Born-Rimahlen und Sussey. Sein Großvater war der russische General der Infanterie Rodrigo von Bistram (1809–1889), Roderichs Eltern waren Nikolaus von Bistram (1849–1913) und Friedericke Wilhelmine von der Ropp († 1943). Roderich v. B. heiratete 1910 Claudia von Behr (1889–1973), ihre Nachkommen waren:
- Maria Verena Elisabeth (* 1911 in Natsch, (Gouvernement Witebsk))
- Nikolai Rodrigo Alexander (* 1912 in Grenztal (Litauen))
- Rodrigo Eugen (* 1915 in Sankt Petersburg)
- Dina Olga Rita (* 1918 in Gümling (Kanton Bern, Schweiz))
- Gisela Anna (* 1922 in Wentorf (Kreis Herzogtum Lauenburg))
- Hedda Bertha (* 1924 in Wentorf)
- Dorothee Ingeborg (* 1926 in Froschmannshausen (Murnau, Bayern))
- Marina Gertrud (* 1930 in Pasing, † 1941 in Wels (Österreich))